# Numéro (groupe)
Pour les articles homonymes, voir Numéro (homonymie).
 (mars 2020).
Numéro, aussi stylisé numéro#, est un groupe de synthpop canadien, originaire de Montréal, au Québec. Il est formé des musiciens français Jérôme Rocipon, et québécois Pierre Crube.

## Biographie
Jérôme Rocipon est un Français originaire de la région de Bordeaux, ancien guitariste dans différents groupes rock en France, influencé également par la musique hip-hop. Il commence à correspondre avec Pierre Crube, québécois vivant à Montréal, et compositeur de musique électronique expérimentale. Les deux échangent des compositions par Internet. De cet échange nait le projet numéro#, dont plusieurs compositions sont mises en ligne sur MySpace. 
Le premier album, L'Idéologie des stars, est publié en 2006 sur le label indépendant montréalais Saboteur Musique. Le duo multiplie les spectacles, ouvrant notamment pour TTC. Un extrait, Hit pop, se fraie un chemin sur les radios commerciales Top 40, chose inhabituelle pour un groupe indépendant.
Le deuxième album, Sport de combat, est sorti en 2009 avec comme premier extrait la pièce Tout est parfait, qui est devenue un hit instantané.

### Collaborations
Le groupe rap Omnikrom apparait sur l'album L'Idéologie des stars dans une des versions de la pièce Chewing-gum fraise. Au printemps 2007, numéro# rend la pareille et collabore avec Omnikrom sur leur troisième album, Trop banane!, apparaissant sur les pièces Ghetto hype et Bouger Bouger.

## Anecdotes
Sur son premier album, le groupe s'adresse à l'animatrice de Radio-Canada, Monique Giroux, dans une chanson intitulée Monique. Cette dernière invitera par la suite numéro# à son émission de radio.

## Discographie

### Collaborations
- 2007 : Trop banane! d'Omnikrom (Ghetto Hype et Bouger Bouger)
- 2008 : L'addition (single) de Charly Greane